# Ciak d'oro per il miglior film

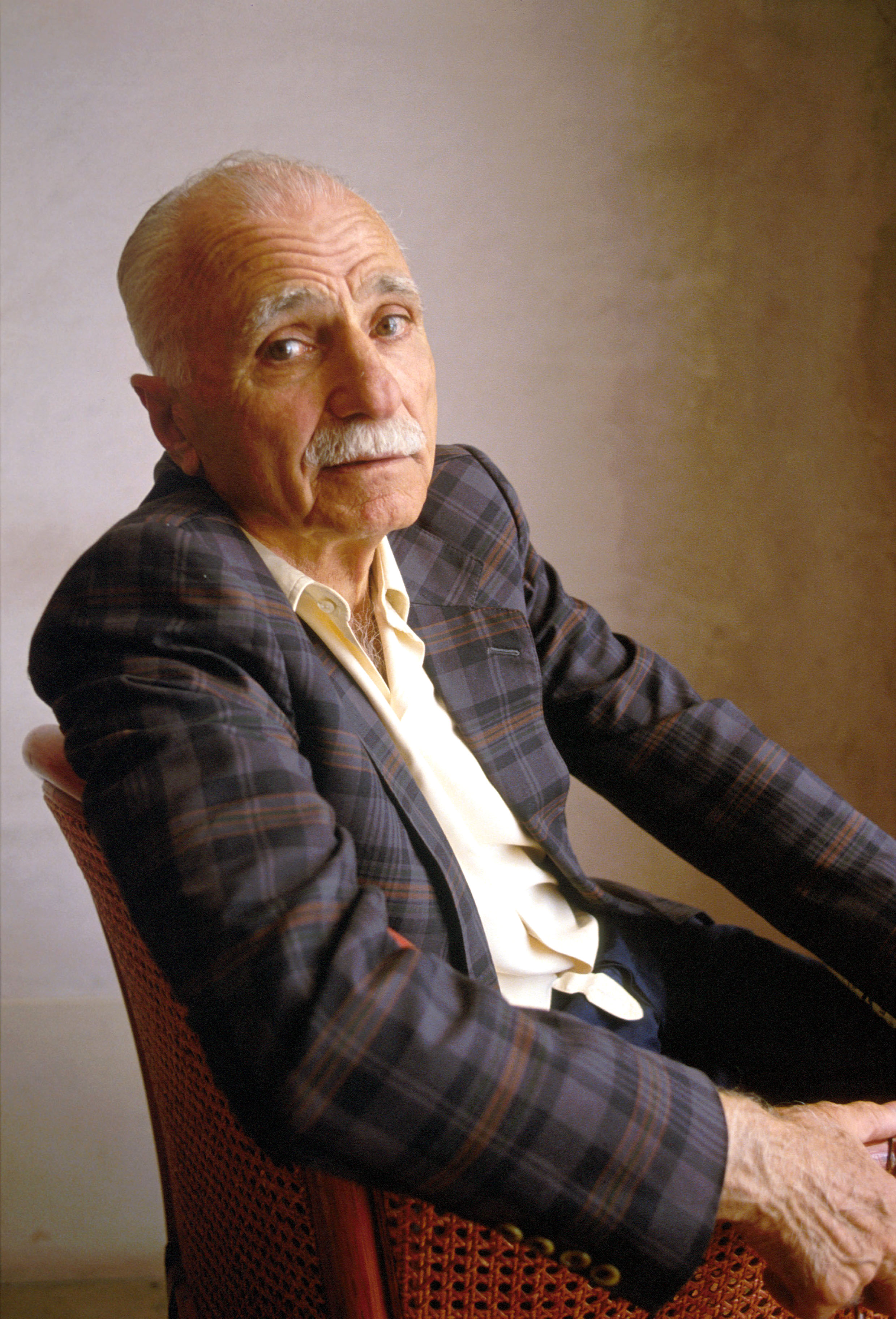
Mario Monicelli è stato il primo regista a conquistare il premio nella categoria

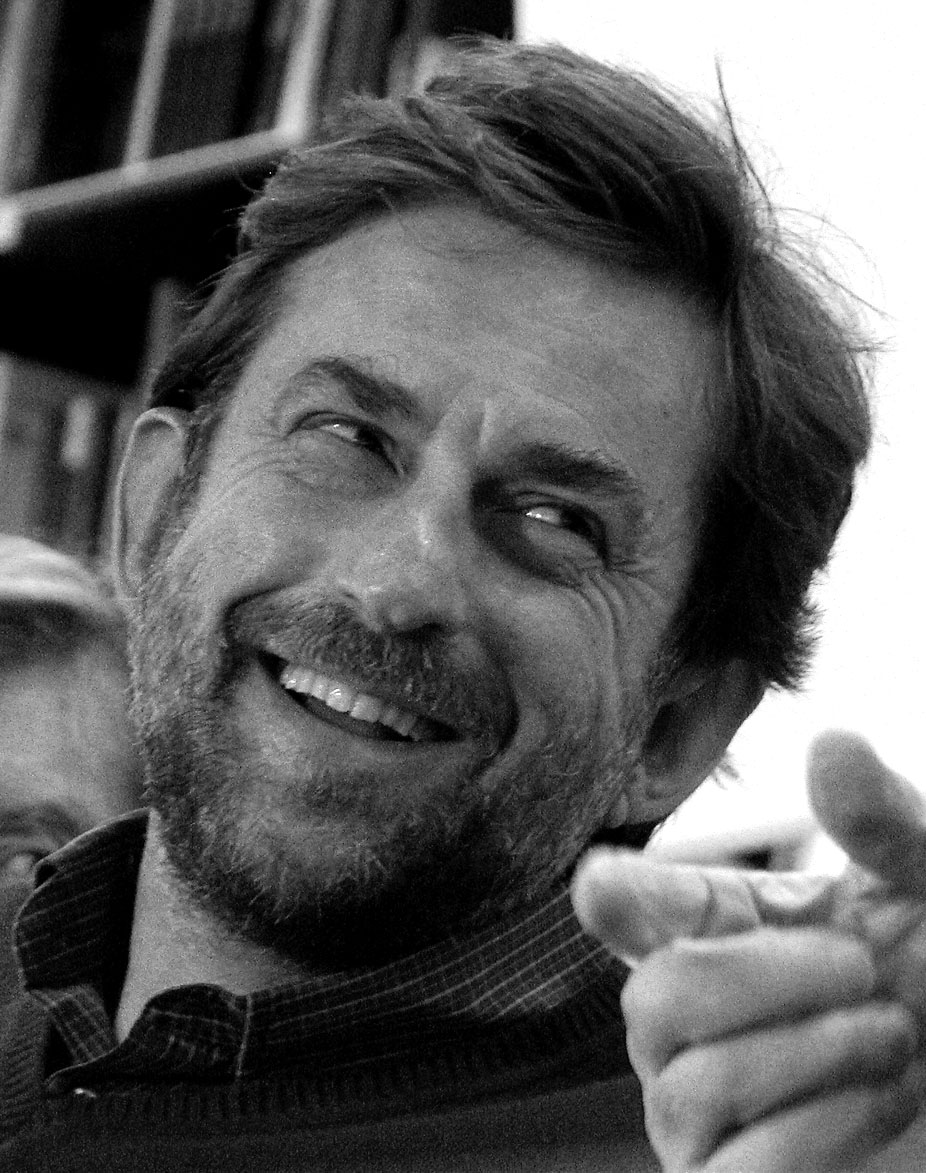
Nanni Moretti detiene il record di vittorie, con quattro premi

Il Ciak d'oro per il miglior film è un premio assegnato nell'ambito dei Ciak d'oro che premia un film di produzione italiana. Viene assegnato attraverso una votazione dei lettori della rivista Ciak dal 1986. Dall'edizione 2023 il premio è suddiviso tra film commedia e film drammatico.

## Vincitori e candidati
I vincitori sono indicati in grassetto, a seguire gli altri candidati.

### Anni 1980
- 1986 – Speriamo che sia femmina di Mario Monicelli[1]
- 1987 – La famiglia di Ettore Scola[1]
- 1988 – L'ultimo imperatore di Bernardo Bertolucci[1]
- 1989 – La leggenda del santo bevitore di Ermanno Olmi[1]

### Anni 1990
- 1990 – Mery per sempre di Marco Risi[1]
- 1991 – Il tè nel deserto di Bernardo Bertolucci[1]
- 1992 – Il portaborse di Daniele Luchetti[1]
- 1993 – Il ladro di bambini di Gianni Amelio[1]
- 1994 – Caro diario di Nanni Moretti[2]
- 1995 – Il postino di Michael Radford (in collaborazione con Massimo Troisi)[1]
- 1996 – Io ballo da sola di Bernardo Bertolucci[3]
- 1997 – Il ciclone di Leonardo Pieraccioni[1]
- 1998 – La vita è bella di Roberto Benigni[4]
- 1999 – La leggenda del pianista sull'oceano di Giuseppe Tornatore

### Anni 2000
- 2000 – Pane e tulipani di Silvio Soldini[5]
- 2001 – La stanza del figlio di Nanni Moretti[6]
- 2002 – L'ora di religione di Marco Bellocchio[7]
- 2003 – La finestra di fronte di Ferzan Özpetek[8]
- 2004 – Non ti muovere di Sergio Castellitto[9]
- 2005 – Le conseguenze dell'amore di Paolo Sorrentino[10]
- 2006 – Il caimano di Nanni Moretti[11]
- 2007 – Nuovomondo di Emanuele Crialese[12]
- 2008 – Tutta la vita davanti di Paolo Virzì[13]
- 2009 – Gomorra di Matteo Garrone[14]

### Anni 2010
- 2010 – Mine vaganti di Ferzan Özpetek[15]
- 2011 – Habemus Papam di Nanni Moretti[16]
- 2012 – 1º classificato This Must Be the Place di Paolo Sorrentino[17]

2º classificato Diaz - Don't Clean Up This Blood di Daniele Vicari
3º classificato Romanzo di una strage di Marco Tullio Giordana
- 2013 – La migliore offerta di Giuseppe Tornatore[18]
- 2014 – La grande bellezza di Paolo Sorrentino[19]
- 2015 – Il giovane favoloso di Mario Martone[20]
- 2016 – Perfetti sconosciuti di Paolo Genovese[21]
- 2017 – La pazza gioia di Paolo Virzì[22]
- 2018 – Chiamami col tuo nome di Luca Guadagnino[23]
- 2019 – Dogman di Matteo Garrone[24]

### Anni 2020
- 2020[25][26] – La dea fortuna di Ferzan Özpetek
  - Favolacce di Damiano e Fabio D'Innocenzo
  - Figli di Giuseppe Bonito
  - Gli anni più belli di Gabriele Muccino
  - Hammamet di Gianni Amelio
  - Il sindaco del rione Sanità di Mario Martone
  - Il traditore di Marco Bellocchio
  - La volta buona di Vincenzo Marra
  - Martin Eden di Pietro Marcello
  - Odio l'estate di Massimo Venier
  - Pinocchio di Matteo Garrone
  - Volevo nascondermi di Giorgio Diritti
- 2021[27][28] – Qui rido io di Mario Martone
  - Come un gatto in tangenziale - Ritorno a Coccia di Morto di Riccardo Milani
  - Cosa sarà di Francesco Bruni
  - Il buco in testa di Antonio Capuano
  - Il silenzio grande di Alessandro Gassmann
  - Le sorelle Macaluso di Emma Dante
  - Maledetta primavera di Elisa Amoruso
  - Marx può aspettare di Marco Bellocchio
  - Miss Marx di Susanna Nicchiarelli
  - Ritorno al crimine di Massimiliano Bruno
  - Si vive una volta sola di Carlo Verdone
  - Tre piani di Nanni Moretti
- 2022[29][30] – I fratelli De Filippo di Sergio Rubini (83,45%)
  - Marilyn ha gli occhi neri di Simone Godano (9,33%)
  - Ti mangio il cuore di Pippo Mezzapesa (2,81%)
  - La stranezza di Roberto Andò (1,21%)
  - Ennio di Giuseppe Tornatore (1,09%)
- 2023[31][32]
  - Film commedia
  - Grazie ragazzi di Riccardo Milani (26,19%)
  - Tre di troppo di Fabio De Luigi (22,19%)
  - Mixed by Erry di Sydney Sibilia (14,69%)
  - Scordato di Rocco Papaleo (13,34%)
  - Il sol dell'avvenire di Nanni Moretti (13,03%)
  - Il grande giorno di Massimo Venier (10,57%)
  - Film drammatico
  - Mia di Ivano De Matteo (39,12%)
  - Le otto montagne di Felix Van Groeningen e Charlotte Vandermeersch (18,26%)
  - Cento domeniche di Antonio Albanese (13,80%)
  - L'ultima notte di Amore di Andrea Di Stefano (12,55%)
  - Comandante di Edoardo De Angelis (10,15%)
  - Il primo giorno della mia vita di Paolo Genovese (6,12%)
- 2024 [33][34]
  - Film commedia
- Un mondo a parte, regia di Riccardo Milani (49,62%)
  - Diamanti, regia di Ferzan Özpetek (16,34%)
  - Un oggi alla volta, regia di Nicola Conversa (12,18%)
  - L'invenzione di noi due, regia di Corrado Ceron
  - L'ultima settimana di settembre, regia di Gianni De Blasi
  - Film drammatico
- Il treno dei bambini, regia di Cristina Comencini (40,02%)
  - Familia  regia  di Francesco Costabile (19,50%)
  - Napoli - New York, regia di Gabriele Salvatores (17,64%)
  - Berlinguer - La grande ambizione, regia di Andrea Segre
  - Vermiglio, regia di Maura Delpero